# Porters Neck
Porters Neck – jednostka osadnicza w Stanach Zjednoczonych, w stanie Karolina Północna, w hrabstwie New Hanover.